# Mother (In This Moment)
Mother è il settimo album in studio del gruppo statunitense In This Moment, pubblicato il 27 marzo 2020 dalla Atlantic Records e Roadrunner Records.

## Tracce
Testi e musiche di Maria Brink, Chris Howorth e Kevin Churko, eccetto dove indicato.
1. The Beginning (Interlude) – 1:27
2. Fly Like an Eagle (Steve Miller Band cover) – 4:01 (Steve Miller)
3. The Red Crusade (Interlude) – 0:44
4. The In-Between – 4:14 (Maria Brink, Christopher Howorth, Kevin Churko, Randy Weitzel)
5. Legacy – 4:49 (Brink, Howorth, Churko, Ryan Spraker, Tom Peyton)
6. We Will Rock You (Queen cover; featuring Lzzy Hale & Taylor Momsen) – 3:05 (Brian May)
7. Mother – 4:09 (Brink, Howorth, Churko, Kane Churko)
8. As Above, So Below – 4:09 (Brink, Howorth, Churko, Kane Churko)
9. Born in Flames – 4:04 (Brink, Howorth, Churko, Kane Churko)
10. God Is She – 4:39 (Brink, Howorth, Churko, Kane Churko)
11. Holy Man – 3:35 (Brink, Howorth, Churko, Weitzel)
12. Hunting Grounds (featuring Joe Cotela of Ded) – 4:33 (Brink, Howorth, Churko, Kane Churko, Travis Johnson)
13. Lay Me Down – 4:09 (Brink, Howorth, Churko, Kane Churko)
14. Into Dust (Mazzy Star cover) – 6:41 (Hope Sandoval, David Roback)

## Formazione
In This Moment
- Maria Brink – voce, piano
- Chris Howorth – chitarra, cori
- Randy Weitzel – chitarra, cori
- Travis Johnson – basso, cori
- Kent Diimmel – batteria

Altri musicisti
- Lzzy Hale – voce, chitarra (traccia 6)
- Taylor Momsen – voce (traccia 6)
- Joe Cotela – voce (traccia 12)
- Laurie Barber – cori
- Rita Brink – cori